# Маммаев, Мамма Нурмагомедович
Мамма Нурмагомедович Маммаев (12 апреля 1957 года, Цуликана, Акушинский район Дагестанская АССР, СССР) — политический и общественный деятель, бизнесмен, спортсмен, депутат Государственной Думы четвёртого созыва, президент Финансово-промышленного союза «Усстар-М», президент международного бизнес клуба интеграции и сотрудничества «Глобус»

## Биография
Родился 12 апреля 1957 года в с. Цуликана Акушинского района Дагестанской АССР. По национальности — лакец.

### Образование
Получил два высших образования — в 1979 году окончил Дагестанский Педагогический институт, в 1990 году — Юридическую Академию МВД СССР.
Хороший спортсмен, работая в органах внутренних дел Республики Дагестан с 1981 по 1992 гг., возглавлял и лично тренировал специальную группу захвата «Набат», которая специализировалась на борьбе с терроризмом на транспорте. С 1992 по 1997 гг. успешно занимался бизнесом, сначала в должности заместителя Председателя Правления Кавказского Биржевого банка, а затем Президента Финансово-промышленного союза «Усстар-М».
Получил специальное экономическое образование в Колумбийском университете США, в Российской Академии финансов прошел Европейские банковские курсы «Финансы и кредит». Заслуженный экономист Республики Дагестан.

### Карьера
В 1997 году назначен заместителем Постоянного представителя Республики Дагестан при Президенте РФ. Во время трагических событий августа 1999 года, когда боевики-террористы под предводительством Ш.Басаева вторглись на территорию Дагестана, возглавлял штаб ополченцев в Новолакском районе республики и организовывал оборону своей Родины.
В 2002 году возглавил Региональной исполнительный комитет Дагестанского регионального отделения Всероссийской политической партии «Единая Россия». В результате тщательно спланированной и организованной работы в качестве Руководителя Избирательного штаба регионального отделения «Единой России», партия набрала в Республике Дагестан 65,7 % голосов, что является четвертым результатом среди 89 субъектов Российской Федерации.
7 декабря 2003 года избран депутатом Государственной Думы ФС РФ четвертого созыва. Одновременно с текущей работой в Комитете ГД по обороне занимается вопросами политического и экономического взаимодействия РФ со странами мусульманского мира, а также вопросами повышения инвестиционной привлекательности Северокавказского региона РФ. Особый акцент в своей работе депутат делает на укрепление межконфессионального и межнационального сотрудничества в борьбе против экстремизма и международного терроризма.
3 июня 2004 года организовал и провел конференцию «Ислам против терроризма», в работе которой приняли участие лидеры основных конфессий РФ, Послы рядя мусульманских стран, представители Администрации Президента РФ, Правительства РФ, депутаты Государственной Думы ФС РФ, члены Совета Федерации ФС РФ, мэры городов, представители научных кругов, общественных организаций и культурных центров северокавказских республик РФ — всего более 200 человек. Конференция и её итоги вызвали неподдельный интерес СМИ и получил живой отклик со стороны политиков и экспертного сообщества.

## Семья
Женат, имеет сына и трёх дочерей. 